# Frédéric Lanovsky
 (août 2025).
Motif : Insuffisance en matière de sources secondaires centrées, publiées le cas échéant sur des sites internet mentionnant des mentions légales indiquant une activité d'édition et d'envergure nationale. Cf WP:CAA .
- Archive Wikiwix
- Bing
- Cairn
- DuckDuckGo
- E. Universalis
- Gallica
- Google
- G. Books
- G. News
- G. Scholar
- Persée
- Qwant
- (zh) Baidu
- (ru) Yandex
- (wd) trouver des œuvres sur Wikidata

| 1. | Préciser le motif de la pose du bandeau. | Précisez le motif de la pose du bandeau en utilisant la syntaxe suivante : {{admissibilité à vérifier\|date=août 2025\|motif=remplacez ce texte par le motif}}                         |
| 2. | Informer les utilisateurs concernés.     | Pensez à avertir le créateur de l'article, par exemple, en insérant le code ci-dessous sur sa page de discussion : {{subst:avertissement admissibilité à vérifier\|Frédéric Lanovsky}} |

Frédéric Lanovsky est un artiste sculpteur français né en 1965 à Cannes,.

## Biographie
Natif de Cannes, il fait ses études aux Beaux-Arts de Paris avant de devenir coloriste pour la maison de couture Cacharel à Paris. Il décide de se réinstaller dans le sud de la France afin de se concentrer sur sa carrière de sculpteur.

## Travaux
Sa première sculpture, Giselle, fait 3,50 m de haut.
Il dessine également de fines aquarelles aux contours d’encre de Chine.
En 2006 il est commissionné par l’hôpital pour enfants Londonien « Evelina Children’s Hospital » pour créer un groupe de cinq sculptures. Elles seront inaugurées par Son Altesse Royale la Princesse Anne en septembre 2006.
Il entreprend en parallèle sa carrière aux États-Unis où 2 prix lui seront décernés en avril 2006 par le Boca Raton Museum of Art en Floride pour deux de ses sculptures « Valentine in USA » et « Le Penseur ». Le même musée lui accordera une exposition de juin à septembre 2008.
En 2007 la fondation new-yorkaise Foundation for Fighting Blindness, qui lutte contre les dégénérescences de la rétine, fait appel à lui pour une vente aux enchères à New York. Il fera tout spécialement pour cet événement la statue du couple « Les Floridiens ». Avec grand succès, cette sculpture sera vendue ce soir-là et les fonds récoltés iront envers cette cause caritative.
En 2010, il expose au Musée international d'art naïf de Nice ainsi qu'à Monaco.

## Expositions
Frédéric Lanovsky expose désormais dans des galeries d’art du monde entier.